# Bezirkstag (DDR)
Bezirkstage waren die Volksvertretungen der mittleren Verwaltungsebene in der DDR.
Nach der Auflösung der Länder auf Grund des von der Volkskammer am 23. Juli 1952 verabschiedeten Gesetzes über die weitere Demokratisierung des Aufbaus und der Arbeitsweise der staatlichen Organe in den Ländern der Deutschen Demokratischen Republik wurde die DDR in Ost-Berlin und 14 Bezirke gegliedert.
Die ersten Bezirkstage 1952 wurden aus bisherigen Abgeordneten der Landtage und aus den vom Landesausschuss der Nationalen Front benannten Abgeordneten gebildet.
Die folgenden Bezirkstage waren die in Scheinwahlen per Einheitsliste der Nationalen Front gewählte Legislative auf der Ebene der DDR-Bezirke; das zugehörige Exekutivorgan war der Rat des Bezirkes. Aufgrund des in der DDR herrschenden sogenannten Demokratischen Zentralismus (Zentralstaat) waren jedoch die Aufgaben, Rechte und Pflichten der Bezirke keinesfalls denen heutiger Landesparlamente auch nur annähernd vergleichbar.

## Bildung
Wie die anderen Volksvertretungen in der DDR wurden die Bezirkstage nicht in demokratischen Wahlen nach westlichem Verständnis gebildet, weil bei DDR-Wahlen generell nur über die Zustimmung oder Ablehnung der durch die Nationale Front aufgestellten Einheitsliste abgestimmt werden konnte. In diesen war jeweils eine Mehrheit der SED gewährleistet, denn einige SED-Mitglieder waren zugleich in Massenorganisationen, die durch die Nationale Front ebenfalls zu Bezirkstagswahlen zugelassen waren. Die sogenannten Blockparteien stellten in den Bezirkstagen lediglich Minderheiten, denen zudem hier, wie auch in den Kreis- und Gemeindevertretungen, Fraktionsbildungen untersagt waren. Bis 1976 wurde der Bezirkstag alle vier Jahre neu bestimmt, danach alle fünf Jahre. Die Zahl der Mitglieder hing von der Bevölkerungszahl des jeweiligen Bezirks ab:
- bis zu 600 000 Einwohnern 160 Abgeordnete
- bis zu 1 Million Einwohnern 180 Abgeordnete
- über 1 Million Einwohner 200 Abgeordnete (Werte ab 1976)[3]

Der Bezirkstag tagte in der Regel einmal vierteljährlich.

## Aufgaben
In der Regel entschieden die Bezirkstage über Vorlagen, die vom Rat des Bezirkes als seinem Exekutivorgan eingebracht wurden. Auch hatten die Abgeordneten das Recht, eigene Anträge einzubringen, wovon aber aufgrund herrschender Strukturen und Gewohnheiten nur höchst selten einmal Gebrauch gemacht wurde. Um die Entscheidungsfindungen eines Bezirkstages vorzubereiten, arbeiteten regelmäßig Ständige Kommissionen (in etwa vergleichbar den Ausschüssen westlicher Parlamente), zu denen neben Bezirkstags-Abgeordneten auch sogenannte „Berufene Bürger“ (Experten) als ständige Gremienmitglieder hinzugezogen waren.
Der Bezirkstag wählte den Rat des Bezirkes einschließlich dessen Vorsitzenden sowie die Mitglieder der Ständigen Kommissionen wie auch zeitweiliger Gremien.
Weiterhin wurden durch den Bezirkstag der Direktor, die Richter und die Schöffen des Bezirksgerichts bestimmt. Dieses Bestimmungsrecht war jedoch rein formaler Natur, denn auch dieser Personenkreis wurde von der SED vorgegeben und vom Bezirkstag lediglich „abgenickt“.

## Auflösung
Mit der Neubildung der Länder auf dem Gebiet der DDR durch das Ländereinführungsgesetz der Volkskammer vom 22. Juli 1990 und nach den Wahlen zu den wiedergegründeten Ländern in der DDR und den Landtagswahlen am 14. Oktober 1990 verloren auch die Bezirkstage ihre Existenzberechtigung. Bei den Kommunalwahlen in der DDR 1990 waren schon keine Bezirkstage mehr gewählt worden, da die Abschaffung der Bezirke bevorstand. Mit der Herstellung der Deutschen Einheit durch den Beitritt der fünf Länder Mecklenburg-Vorpommern, Brandenburg, Sachsen-Anhalt, Sachsen und Thüringen am 3. Oktober 1990 wurden die Bezirkstage endgültig abgeschafft.